# Verwey Museum Haarlem
Verwey Museum Haarlem is een stadsmuseum in Haarlem, gelegen in het museumkwartier van de stad. Het museum richt zich op kunst, geschiedenis en het culturele erfgoed van Haarlem en Zuid-Kennemerland, en spreekt daarmee zowel kunstliefhebbers als geïnteresseerden in de regionale geschiedenis aan. Het stadsmuseum is gevestigd in het historische centrum van Haarlem aan het Groot Heiligland 47, schuin tegenover het Frans Hals Museum en naast het ABC Architectuurcentrum Haarlem.

## Geschiedenis
De Stichting Historisch Museum Zuid-Kennemerland werd opgericht op 25 augustus 1975. Tot 1990 was de stichting actief als historisch informatiecentrum. Vanaf 1990 organiseert zij tentoonstellingen in het voormalig Sint Elisabeth Gasthuis aan het Groot Heiligland 47.
Het museum heeft sinds november 1998 de status van erkend museum en is door de fiscus de anbi-status toegewezen. In 2005 werd de naam van het museum veranderd in Historisch Museum Haarlem. In 2012 is het museum gestart met de transitie naar een museum dat bezoekers niet alleen informeert over de geschiedenis, maar deze ook koppelt aan het heden. Hiermee wil het museum het publiek uitnodigen om op een nieuwe manier naar het verleden te kijken. Onderdeel van deze transitie is de naamsverandering begin 2015 in Museum Haarlem. In september 2022 vond opnieuw een naamswijziging plaats, het museum heette sindsdien Verwey Museum Haarlem als ode aan de Haarlemse kunstenaar Kees Verwey (1900-1995).

## Activiteiten

### Tentoonstellingen

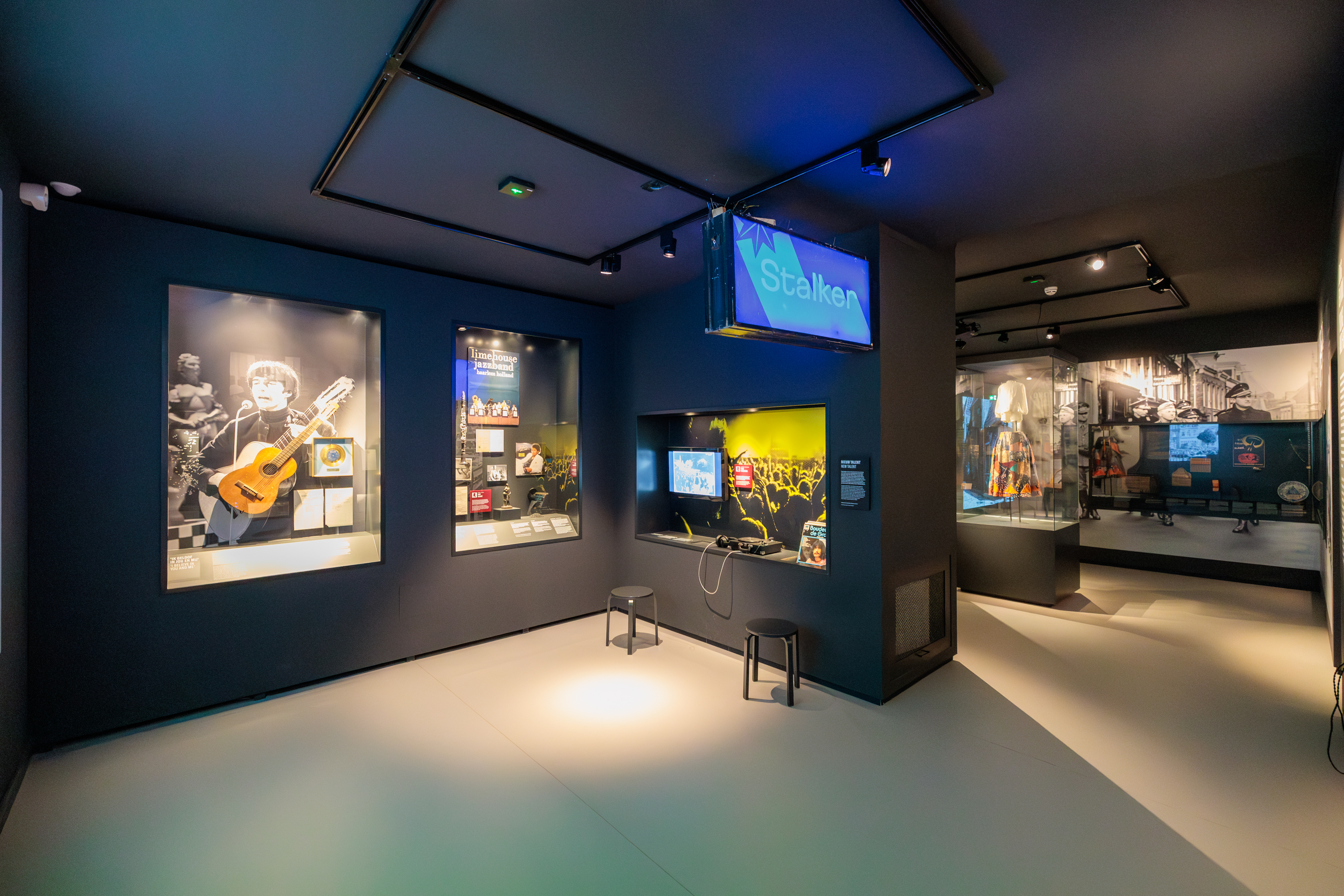
Gedeelte van vaste expositie 'Allemaal Haarlemmers'

In de vaste tentoonstelling Allemaal Haarlemmers, geopend op 4 september 2020, wordt duizend jaar stads- en streekgeschiedenis van Haarlem en Zuid-Kennemerland in beeld gebracht. Uitganspunt is het leven van de Haarlemmer door de eeuwen heen. Met behulp van beelden en objecten worden verhalen verteld over hoe zij leefden, wat zij deden en welke successen en dieptepunten zij hebben meegemaakt. Van het vroege begin tot aan nu.  
Sinds september 2020 is er ook een vaste ruimte gewijd aan de Haarlemse kunstenaar Kees Verwey. Voorbeelden van tentoonstellingen zijn: 125 jaar Kees Verwey - Streken van een meester (2025-2026) , Dubbelfocus - Verwey en maskers (juni 2024 - januari 2025) en Verwey en Steijn - Gedeeld atelier (januari 2024-mei 2024)  
Verwey Museum Haarlem organiseert regelmatig wisseltentoonstellingen, vaak met een thema dat aansluit bij de geschiedenis van Haarlem en de regio. Voorbeelden van tentoonstellingen zijn: Brongebouw - Opkomst en ondergang van een Haarlems Kuuroord een Tragische reis, de oorlog geschilderd door Henk Pander (najaar 2020), Haarlem filmstad (najaar 2019) en vrouwen in verzet, over Hannie Schaft, Truus Menger-Oversteegen en Freddie Oversteegen (2018).

### Activiteiten
Naast de tentoonstellingen biedt het museum activiteiten aan zoals, rondleidingen, creatieve workshops (waaronder kinderworkshops), filmvertoningen in de FilmKoepel, stadswandelingen en lezingen. Deze activiteiten sluiten vaak aan bij de actuele tentoonstellingen en bieden bezoekers verdiepende of interactieve ervaringen.

### Kinderen en onderwijs
Voor kinderen zijn er 'kijk-je-wijzers' en speurtochten beschikbaar. In de tentoonstelling Allemaal Haarlemmers kunnen kinderen ook objecten aanraken.
Daarnaast ontwikkelt het museum lespakketten die aansluiten op de leerdoelen in het onderwijs. Er zijn negen educatieve programma’s voor groepen 1 t/m 8 van het basisonderwijs, waarvan er veel ook geschikt zijn voor de onderbouw van het voortgezet onderwijs. Elk programma bestaat uit een voorbereidende les op school en een interactief museumbezoek.
In samenwerking met ErfgoedEducatie Haarlem heeft het museum bijvoorbeeld het project 'Wie wat bewaart, heeft wat!' ontwikkeld. Een schoolbreed project met als thema 'bewaren'. In andere programma's komen thema's zoals de koloniale slavernij en de Tweede Wereldoorlog aan bod.

## Gebouw
Het museum is gevestigd in een deel van het voormalige Sint Elisabeth's Gasthuis uit 1581. Verwey Museum Haarlem nam in 1990 zijn intrek in het voormalige Gasthuis aan het Groot Heiligland. De geschiedenis van het monumentale gebouw is ook te beleven door een wandelroute die in het museum gratis is op te halen. 

### Gasthuis
In het Gasthuis worden de bezoekers ontvangen. Hier is ook het museumcafé gevestigd plus een museumwinkel met onder meer boeken over Haarlem en producten van Haarlemse ontwerpers. In het Gasthuis zijn ook regelmatig de zogenoemde Gasthuisexposities te zien; kleine tijdelijke tentoonstellingen die Verwey Museum Haarlem veelal samen met inwoners en instellingen van Haarlem organiseert.

## Organisatie
Verwey Museum Haarlem draait op meer dan 100 vrijwilligers. In 2015 werden de vrijwilligers in het zonnetje gezet, toen het museum de Vrijwilligersgroepsprijs in de wacht sleepte. Sinds 1998 heeft het een anbi-status. Verwey Museum Haarlem is een van de weinige particuliere stadsmusea in Nederland en ontvangt geen substantiële subsidie van de gemeente of het Rijk. 